# Vativision
Vativision, talvolta riportato come VatiVision, è stato un servizio di distribuzione via internet di film, serie televisive e altri contenuti d'intrattenimento di Vetrya e Officina della Comunicazione.
Il servizio punta alla platea di utenti di fede cattolica stimata, potenzialmente, in 1 miliardo e 300 milioni di persone.
I suoi programmi d'intrattenimento si focalizzano su temi artistici, culturali e sulla religione cattolica.
Dall'ottobre 2022, le produzioni originali del Vativision sono sul catalogo della piattaforma Chili.